# ANGELUS -アンジェラス-/Z!Z!Z! -Zip!Zap!Zipangu!-
「ANGELUS -アンジェラス-／Z!Z!Z!-Zip!Zap!Zipangu!-」（アンジェラス/ジー・ジー・ジー ジップ・ザップ・ジパング）は、島谷ひとみの16枚目のシングル。2004年8月11日発売。avex traxよりリリース（CCCD）。

## 解説
自身初の両A面シングル。
「ANGELUS -アンジェラス- 」は、情熱的なラテン・ナンバーであり、アニメ『犬夜叉』のオープニングテーマとして使われ、2007年8月22日に全国のゲームセンターで稼動を開始した音楽ゲーム『Dance Dance Revolution SuperNOVA2』にも収録された。またこの曲で2004年の紅白歌合戦に出場。
オリジナルとは別に『犬夜叉』のオープニングで使用されたミックスは、ヴォーカル・アレンジともに若干の違いがある。このミックスは『BEST OF INUYASHA 清風明月 -犬夜叉 テーマ全集 弐-』にTV-sizeとして、フルサイズ版とともに収録されており、2013年発売のベストアルバム『15th Anniversary SUPER BEST』の企画として行なわれた「セルフカバーしてほしい楽曲」ファン投票では1位となり、Jazzin' park プロデュースによるアレンジが施され、収録。。
「Z!Z!Z! -Zip!Zap!Zipangu!- 」は、アテネ・オリンピック中継番組のテーマ曲となっており、ユーロビート調の五輪応援歌となっている。
コンセプトアルバム『crossover』に、リアレンジされた「Z!Z!Z! -Zip!Zap!Zipangu! (crossover version)」が収録されている。

## 収録曲
1. ANGELUS -アンジェラス-
作詞：BOUNCEBACK、作曲：BULGE、編曲：前嶋康明
  - 読売テレビ系アニメ『犬夜叉』オープニングテーマ
2. Z!Z!Z! -Zip!Zap!Zipangu!- 
作詞：上田起士、作曲・編曲：コモリタミノル
  - テレビ東京系『アテネ2004』テーマソング
3. ANGELUS -アンジェラス-（instrumental）
4. Z!Z!Z! -Zip!Zap!Zipangu!- （instrumental）